# Basilepta punctifrons
Basilepta punctifrons là một loài bọ cánh cứng trong họ Chrysomelidae. Loài này được An miêu tả khoa học năm 1988.